# Beret (thị trấn ở Hungary)
Beret là một thị trấn thuộc hạt Borsod-Abaúj-Zemplén, Hungary. Thị trấn này có diện tích 6,82 km², dân số năm 2010 là 286 người, mật độ 42 người/km².